# 春丕黄堇
春丕黄堇（学名：Corydalis franchetiana）为罂粟科紫堇属下的一个种。

## 扩展阅读
- 維基物種上的相關：春丕黄堇